# Christin Götzke
Christin Götzke (* 11. Dezember 1997 in Siegen) ist eine deutsche Schauspielerin und Model. Bekanntheit erlangte sie durch die Teilnahme an der 11. Staffel der Castingshow Germany’s Next Topmodel.

## Werdegang
Götzke wuchs in Siegen auf und besuchte das Gymnasium auf der Morgenröthe, das sie 2016 mit dem Abitur abschloss. Sie machte ihren Bachelor of Arts in Literatur, Kultur, Medien/Sprache und Kommunikation 2021 an der Universität Siegen. Götzke bekam 4 Jahre lang Gesangsunterricht an der Fritz-Busch-Musikschule in Siegen. Seit jungen Jahren tanzt sie Zumba und Hip-Hop.
Götzkes Karriere begann 2016 mit ihrer Teilnahme an der 11. Staffel der Castingshow Germany’s Next Topmodel unter den Juroren Heidi Klum, Thomas Hayo und Michael Michalsky. Dort belegte sie erfolgreich den 14. Platz. Parallel zu ihrem Studium arbeitete Götzke weiterhin als Model.
2017 lief Götzke zum ersten Mal privat für Heidi Klums Kollektion „Esmara – Designed by Heidi Klum“ für Lidl. 2017 schaffte sie es unter der Kategorie Focus in das VOLANT Magazine.
Christin Götzke war 2018 als Model bei der Sat.1 Comedy Show Big Blöff mit Bülent Ceylan, Chris Tall, Paul Panzer und Martin Rütter zu sehen. 2020 trat sie mit einer Gastrolle in der Fernsehserie Köln 50667 auf. 2021 bekam Götzke ihre erste Hauptrolle als „Vicky“ in der Fernsehserie Waidendorf.
Götzke ist für verschiedene Unternehmen als Werbeträgerin tätig. Sie nutzt ihre Bekanntheit zur Vermarktung von Produkten, wie Schmuck, Kleidung und Parfums.

## Fernsehauftritte
- 2016: Germany’s Next Topmodel (Castingshow) (ProSieben)
- 2018: Big Blöff (Fernsehserie) (Sat1)
- 2020: Köln 50667 (Fernsehserie) (RTLII)
- 2021: Waidendorf (Fernsehserie) (RTLII)